# جلال‌آباد (ابرکوه)
جلال‌آباد (ابرکوه)، روستایی از توابع بخش مرکزی شهرستان ابرکوه در استان یزد ایران است.

## جمعیت
این روستا در دهستان فراغه قرار دارد و براساس سرشماری مرکز آمار ایران در سال ۱۳۸۵، جمعیت آن ۴۲ نفر (۱۲خانوار) بوده‌است.